# Ewa Fröling

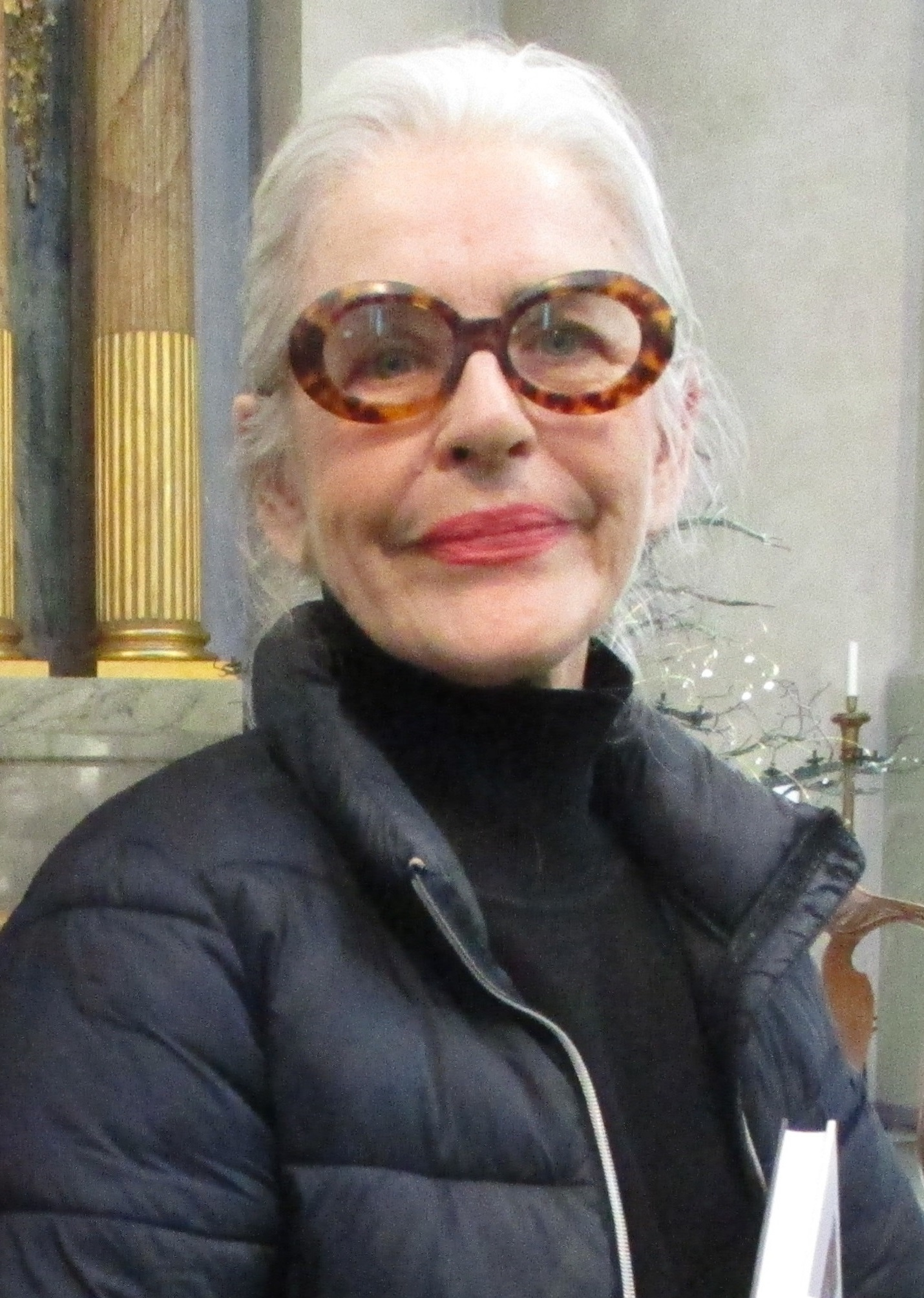
Ewa Fröling, 2023

Ewa Marie Fröling (* 9. August 1952 in Stockholm) ist eine schwedische Schauspielerin.

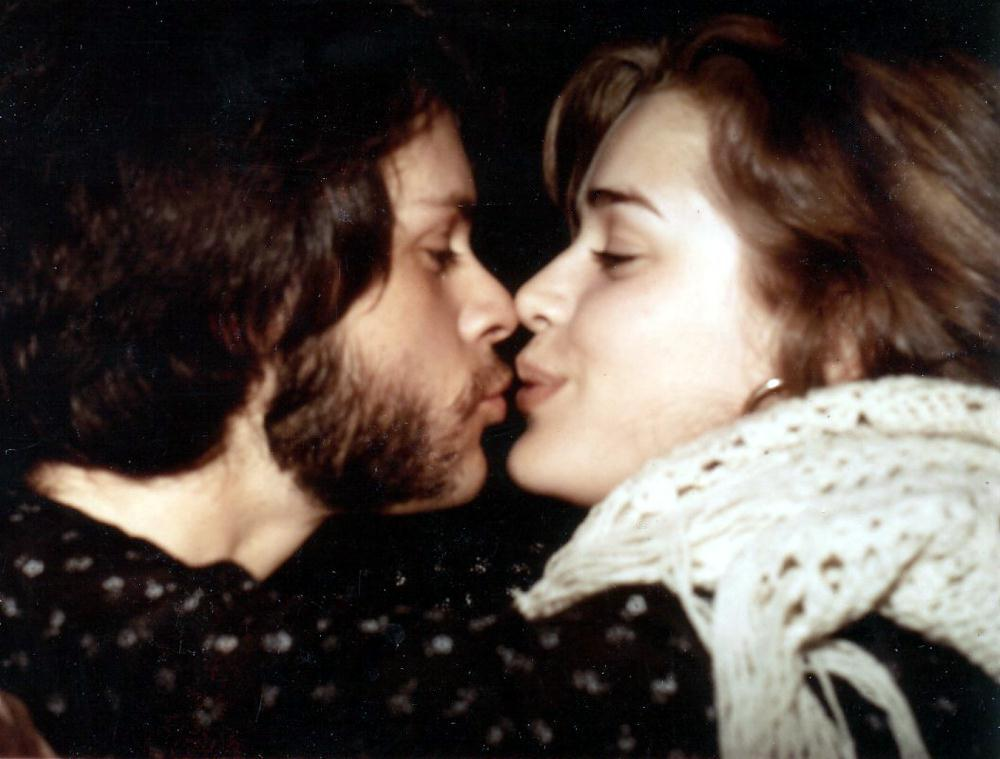
Ewa Fröling 1971 (mit Lars Jacob)

## Leben und Karriere
Ewa Fröling wurde 1952 in der schwedischen Hauptstadt Stockholm geboren. Ihre schauspielerische Ausbildung machte sie am Teaterhögskolan, der Schwedischen Theaterakademie. Sie arbeitete zwischen 1977 und 1988 als Theaterschauspielerin am Schwedischen Nationaltheater Dramaten. In den 1990er Jahren trat sie überwiegend am Stockholmer Stadttheater auf. Ewa Fröling debütierte als Filmschauspielerin 1976 in Drömmen om Amerika. Sie wirkte in den folgenden Jahrzehnten in einer Vielzahl von Film- und Fernsehproduktionen mit, so in der Rolle der Emilie Ekdahl in Ingmar Bergmans epischem Familiendrama Fanny und Alexander von 1982. Im deutschsprachigen Raum wurde sie durch eine Episodenrolle in der Tatort-Fernsehreihe und die Verkörperung der Harriet Vanger in der Stieg-Larsson-Romanverfilmung Verblendung aus dem Jahr 2009 bekannt.
Ewa Fröling war mit dem schwedischen Schauspieler Örjan Ramberg verheiratet. Aus dieser Ehe stammte eine 1980 geborene Tochter, die schwedische Schauspielerin Tilde Fröling.

## Filmografie (Auswahl)
- 1976: Drömmen om Amerika
- 1981: Pelle Ohneschwanz (Pelle Svanslös) – Sprechrolle
- 1981: Sally und die Freiheit (Sally och friheten)
- 1982: Fanny und Alexander (Fanny och Alexander)
- 1985: Pelle auf großer Fahrt (Pelle Svanslös i Amerikatt) – Sprechrolle
- 1987: Träff i helfigur
- 1991: Schülermord (Rosenbaum)
- 1991: Der Ochse (Oxen)
- 1993: Der letzte Tanz (Sista dansen)
- 1995: Bert, die letzte Jungfrau (Bert – den siste oskulden)
- 1996: Ellinors Hochzeit – Jawort mit Hindernissen (Ellinors bröllop)
- 1998: OP7 (Fernsehserie)
- 2001: Gossip
- 2001: Deadline – Terror in Stockholm (Sprängaren)
- 2002: Cuba libre
- 2006: Tatort – Mann über Bord
- 2007: Bedingungslos (Kærlighed på film)
- 2008: Den milde smerte
- 2009: Verblendung (Män som hatar kvinnor)
- 2010: Änglavakt
- 2010: Millennium: Del 2 – Män som hatar kvinnor (Fernseh-Miniserie, Episodenrolle)
- 2015: Zweite Chance (En chance til)